# ری نیکلسون
ری نیکلسون (انگلیسی: Ray Nicholson؛ زادهٔ ۲۰ فوریهٔ ۱۹۹۲) بازیگر اهل ایالات متحده آمریکا است. او که پسر جک نیکلسون و ربکا بروسارد است، به خاطر بازی در فیلم ترسناک لبخند ۲ (۲۰۲۴) به شهرت گسترده‌ای دست یافت.
از فیلم‌ها یا برنامه‌های تلویزیونی که وی در آن نقش داشته است می‌توان به دنباله بدون عنوان لبخند، نووکائین، و مرز جنون اشاره کرد.

## حرفه
اولین نقش او در فیلم نیمکت گرمکن‌ها محصول سال ۲۰۰۶ بود. او سپس نقش‌های کوچکی در فیلم زن جوان آتیه‌دار (۲۰۲۰) و درام عاشقانه لیکریش پیتزا (۲۰۲۱) ایفا کرد. او سپس در سریال درام نوجوانانه وحشت (۲۰۲۱) و فیلم مهیج غیرمنتظره (۲۰۲۲) ساخته نیل لابیت نقش‌های اصلی را بر عهده داشت.  نیکلسون پس از اینکه توسط پارکر فین برای بازی در فیلم لبخند ۲ به خاطر ادای احترام به جک تورنس شخصیتی که پدرش جک در فیلم درخشش (۱۹۸۰) بازی کرده بود، انتخاب شد به موفقیت چشمگیری دست یافت. این فیلم در سال ۲۰۲۴ اکران شد.

## فیلم‌شناسی
| سال  | عنوان             | نقش                   | یادداشت‌ها |
| ---- | ----------------- | --------------------- | --------- |
| ۲۰۰۶ | نیمکت گرمکن‌ها     | بازیکن شماره یک بازی  |           |
| ۲۰۱۸ | بیگانه            | کارگزار سهام آمریکایی |           |
| ۲۰۱۹ | کجایی؟            | سدریک                 |           |
| ۲۰۲۰ | زن جوان آتیه‌دار   | جیم                   |           |
| ۲۰۲۱ | لیکریش پیتزا      | ری                    |           |
| ۲۰۲۱ | وحشت              | ری هال                | ۱۰ قسمت   |
| ۲۰۲۲ | غیرمنتظره         | کانر بیتس             |           |
| ۲۰۲۲ | کاری از تیفانی    | گری ویلسون            |           |
| ۲۰۲۳ | دختر گونزو        | لری                   |           |
| ۲۰۲۴ | تا ابد دوستت دارم | فین                   |           |
| ۲۰۲۴ | لبخند ۲           | پاول هادسون           |           |
| ۲۰۲۵ | مرز               | پاول دورسون           |           |
| ۲۰۲۵ | نووکائین          | سیمون                 |           |